# Corporate America
Corporate America è il quinto album in studio dei Boston, pubblicato nel 2002.

## Tracce
1. I Had A Good Time - 4:15 - (T. Scholz)
2. Stare Out Your Window - 3:19 - (A. Cosmo)
3. Corporate America - 4:37 - (T. Scholz)
4. With You - 3:28 - (K. Dahme)
5. Someone - 4:10 - (T. Scholz)
6. Turn It Off - 4:36 - (A. Cosmo)
7. Cryin' - 5:19 - (A. Cosmo)
8. Didn't Mean To Fall In Love - 5:14 - (T. Scholz, C. Smith, J. Minto)
9. You Gave Up On Love - 4:22 - (T. Scholz)
10. Livin' For You - 5:07 - (T. Scholz) (LIVE BONUS TRACK)

## Formazione
- Tom Scholz - chitarra solista, chitarra acustica, basso, organo, percussioni
- Brad Delp - voce
- Fran Cosmo - voce, chitarra acustica
- Antony Cosmo - voce
- Kimberley Dahme - voce
- Gary Pihl - organo

## Altri musicisti
- Julia Van Daam - voce
- Dow Brain - organo
- Frank Tallarico - organo
- Billy Carmen - basso
- Tom Moonan - batteria
- Sean Tierney - organo
- Charlie Farren - cori
- Beth Cohen - flauto
- David Sikes - basso
- Curly Smith - batteria